# Дикий виноград
Дикий виноград, дівочий виноград (Parthenocissus) — рід рослин родини Виноградові. Відомо приблизно 13 видів цього роду з Азії та Північної Америки. Кілька видів дикого винограду використовуються в декоративних цілях, ягоди неїстівні. В Україні ростуть інтродуковані Parthenocissus inserta, Parthenocissus quinquefolia й Parthenocissus tricuspidata.
Латинська назва роду походить від грец. παρθενος (parthenos), «незаймана», і κισσός (kissos, латинізоване cissus), «плющ». Назва пов'язана зі здатністю цих рослин до утворення ягід без запилення.

## Види
- П'ятилистий:
  - Parthenocissus henryana, Китай
  - Parthenocissus laetevirens

- Трилистий:
  - Parthenocissus chinensis
  - Parthenocissus heterophylla, Китай і Тайвань
  - Parthenocissus semicordata, Гімалаї
  - Parthenocissus feddei

- Одно- і трилистий:
  - Parthenocissus dalzielii, східна і південно-східна Азія
  - Parthenocissus suberosa
  - Parthenocissus tricuspidata — Дикий виноград трикінчастий, східна Азія

### Північноамериканські види
- Семи- і п'ятилисті:
  - Parthenocissus heptaphylla, Техас і Мексика
  - Parthenocissus inserta — Дикий виноград чіпкий [syn.  Parthenocissus vitacea], захід і північ Північної Америки
  - Parthenocissus quinquefolia — Дикий виноград п'ятилистий, схід Північної Америки